# Peter Epstein (Musikwissenschaftler)
Paul Ernst Peter Epstein (* 12. November 1901 in Straßburg, Reichsland Elsaß-Lothringen; † 9. Juni 1932 in Breslau, Provinz Niederschlesien) war ein deutscher Musikwissenschaftler und -schriftsteller sowie Hochschullehrer.

## Leben
Paul Ernst Peter Epstein, evangelischer Konfession, wurde am 12. November 1901 in Straßburg im Elsass geboren. Als Sohn des Mathematikers Paul Epstein war er jüdischer Abstammung. Epstein besuchte das Lyzeum (Gymnasium) in Straßburg und erreichte den Abschluss kurz vor der Übernahme der Stadt durch Frankreich 1918. Während seiner letzten Jahre dort erhielt er Musikunterricht am städtischen Konservatorium, dessen Leiter zu der Zeit Hans Pfitzner war. 1919 nahm Epstein das Studium der Musikwissenschaft auf, zunächst in Frankfurt bei Moritz Bauer, im Wintersemester 1919/20 in Leipzig bei Arnold Schering und schließlich ab 1920 in Breslau bei Max Schneider. Seine Breslauer Dissertation mit dem Titel Musikwesen der Stadt Frankfurt am Main zur Zeit des Joh. Andr. Herbst schrieb er im Frankfurter Elternhaus, zudem verfasste er einen Katalog der Sammlung alter Musikinstrumente des Frankfurter Historischen Museums. Nach abgeschlossener Promotion 1923 in den Fächern Musikwissenschaft, Philosophie, Kunstgeschichte und Archäologie besuchte Epstein für drei Jahre die Akademie für Kirchen- und Schulmusik in Berlin. Dort lernte er u. a. bei Hermann Abert und Johannes Wolf. Nach erfolgreichem Abschluss kehrte er 1926 als Assistent an das Musikalische Institut Breslau zurück und wurde im Jahr darauf zum Privatdozenten ebenda ernannt.
Epstein erlag im Alter von 30 Jahren einem längeren schweren Leiden.

## Schriften (Auswahl)
Monografien
- Das Musikwesen der Stadt Frankfurt am Main zur Zeit des Joh. Andr. Herbst von 1623–1666. Breslau 1923, DNB 57014163X (Dissertation).
- Katalog der Musikinstrumente im Historischen Museum der Stadt Frankfurt am Main. Historisches Museum Frankfurt, Frankfurt a. M. 1927, DNB 579353222.
- Der Schulchor vom 16. Jahrhundert bis zur Gegenwart (= Musikpädagogische Bibliothek. Nr. 5). Quelle & Meyer, Leipzig 1929, DNB 579745805.
- Apelles von Löwenstern. Mit einer Neuausgabe der Chöre zu Martin Opitz’ „Judith“ (= Schriften des Musikalischen Instituts bei der Universität Breslau. Band 1). Priebatsch’s Buchhandlung, Breslau 1929, DNB 579745791.

Artikel
- Zur Geschichte der deutschen Choralpassion. In: Jahrbuch der Musikbibliothek Peters. Band 36, 1930, S. 35–50.
- Ein unbekanntes Passionsoratorium von Christian Flor (1667). In: Bach-Jahrbuch. Band 27, 1930, S. 56–99, doi:10.13141/bjb.v19302497.